# Lieke Verouden
Lieke Verouden (Helmond, 22 april 1990) is een voormalig Nederlandse zwemster. Verouden was op de langebaan houdster van het Nederlands record op de 400 meter wisselslag. 

## Carrière
Op de Open Nederlandse kampioenschappen kortebaanzwemmen 2007 in Amsterdam veroverde Verouden haar eerste NK-medailles, zilver op de 400 meter wisselslag en brons op de 200 meter wisselslag. 
Tijdens de Open Nederlandse kampioenschappen zwemmen 2010 in Eindhoven kroonde ze zich voor de eerste maal tot Nederlands kampioene, op zowel de 200 als de 400 meter wisselslag. Daarnaast verbeterde ze op de 200 meter wisselslag het Nederlands record (langebaan) en kwalificeerde ze zich voor de Europese kampioenschappen kortebaanzwemmen 2010. In Eindhoven werd Verouden uitgeschakeld in de halve finales van de 100 meter wisselslag en in de series van zowel de 200 als de 400 meter wisselslag.
In het voorjaar van 2011 verbeterde ze tot driemaal toe het Nederlands record op de 400 meter wisselslag (langebaan), ondanks deze prestaties slaagde ze er niet in om zich te kwalificeren voor de wereldkampioenschappen zwemmen 2011 in Shanghai. Op de Europese kampioenschappen kortebaanzwemmen 2011 in Szczecin eindigde Verouden als tiende op de 400 meter wisselslag, daarnaast strandde ze in de halve finales van de 100 meter wisselslag en in de series van zowel de 100 meter schoolslag als de 200 meter wisselslag.

## Resultaten

### Internationale toernooien
| Jaar | Olympische Spelen | WK langebaan  | WK kortebaan  | EK langebaan  | EK kortebaan                                                                    |
| ---- | ----------------- | ------------- | ------------- | ------------- | ------------------------------------------------------------------------------- |
| 2010 |                   |               | geen deelname | geen deelname | 13e 100m wisselslag 12e 200m wisselslag 11e 400m wisselslag                     |
| 2011 |                   | geen deelname |               |               | 30e 100m schoolslag 18e 100m wisselslag 35e 200m wisselslag 10e 400m wisselslag |

### Nederlandse kampioenschappen zwemmen
| Jaar | NK Langebaan                                                                | NK kortebaan                                                                  |
| ---- | --------------------------------------------------------------------------- | ----------------------------------------------------------------------------- |
| 2005 | 13e 200m vrije slag 11e 200m rugslag 8e 200m wisselslag                     | 15e 200m vrije slag 16e 200m rugslag 6e 200m wisselslag                       |
| 2006 | 12e 200m vrije slag 8e 400m wisselslag                                      | 12e 200m vrije slag DQ 200m wisselslag 5e 400m wisselslag                     |
| 2007 | serie 200m wisselslag                                                       | 11e 200m vrije slag · 200m wisselslag · 400m wisselslag                       |
| 2008 | 10e 200m vrije slag · 4e 200m wisselslag · 400m wisselslag                  | 400m vrije slag · 800m vrije slag · 200m wisselslag · 400m wisselslag         |
| 2009 | 6e 400m vrije slag · 800m vrije slag · 6e 200m wisselslag · 400m wisselslag | 4e 800m vrije slag 5e 100m schoolslag 4e 200m wisselslag 4e 400m wisselslag   |
| 2010 | 5e 200m schoolslag · 200m wisselslag · 400m wisselslag                      | 6e 50m schoolslag · 6e 100m schoolslag · 5e 200m schoolslag · 200m wisselslag |
| 2011 | 400m wisselslag                                                             | 7e 400m wisselslag                                                            |

## Persoonlijke records
Bijgewerkt tot en met 21 juli 2011

### Kortebaan
| Afstand         | Tijd    | Datum            | Plaats     |
| --------------- | ------- | ---------------- | ---------- |
| 100m wisselslag | 1.01,50 | 26 november 2010 | Eindhoven  |
| 200m wisselslag | 2.11,83 | 6 maart 2011     | Amersfoort |
| 400m wisselslag | 4.39,05 | 27 juni 2010     | Drachten   |

### Langebaan
| Afstand         | Tijd    | Datum        | Plaats    |
| --------------- | ------- | ------------ | --------- |
| 200m vrije slag | 2.00,84 | 21 juli 2011 | Dublin    |
| 200m wisselslag | 2.15,34 | 7 april 2011 | Eindhoven |
| 400m wisselslag | 4.45,68 | 12 juni 2011 | Eindhoven |